# 11:11 (album Rodrigo y Gabrieli)
11:11 – trzeci studyjny album gitarowego duetu Rodrigo y Gabriela wydany przez niezależną wytwórnię Rubyworks 8 września 2009. Płyta zawiera jedenaście własnych kompozycji, z których każda jest dedykowana jednemu artyście, który stanowił dla Rodrigo i Gabrieli inspirację.
W utworze „Master Maqui” gościnnie występuje duet gitarowy Strunz & Farah (Jorge Strunz, Ardeshir Farah), a w utworze „Atman” Alex Skolnick z zespołu Testament.
Album dotarł do 34. miejsca listy Billboard 200 w Stanach Zjednoczonych sprzedając się w nakładzie, niewiele ponad 13 tys. egzemplarzy w przeciągu tygodnia od dnia premiery.

## Lista utworów
Opracowano na podstawie materiału źródłowego.
| Nr  | Tytuł utworu                                             | Dedykacja       | Długość |
| --- | -------------------------------------------------------- | --------------- | ------- |
| 1.  | „Hanuman”                                                | Carlos Santana  | 3:43    |
| 2.  | „Buster Voodoo”                                          | Jimi Hendrix    | 4:24    |
| 3.  | „Triveni”                                                | Le Trio Joubran | 3:56    |
| 4.  | „Logos”                                                  | Al Di Meola     | 2:51    |
| 5.  | „Santa Domingo”                                          | Michel Camilo   | 4:03    |
| 6.  | „Master Maqui” (gościnnie: Ardeshir Farah, Jorge Strunz) | Paco de Lucía   | 5:06    |
| 7.  | „Savitri”                                                | Shakti          | 3:47    |
| 8.  | „Hora Zero”                                              | Ástor Piazzolla | 5:25    |
| 9.  | „Chac Mool”                                              | Jorge Reyes     | 1:51    |
| 10. | „Atman” (gościnnie: Alex Skolnick)                       | Dimebag Darrell | 5:51    |
| 11. | „11:11” (gościnnie: Edgardo Pineda Sanchez)              | Pink Floyd      | 4:50    |
|     |                                                          |                 | 45:47   |

## Twórcy
Opracowano na podstawie materiału źródłowego.
| Rodrigo y Gabriela - Rodrigo Sanchez – muzyka, aranżacje, gitara akustyczna, ukulele, oud, cajón, produkcja muzyczna - Gabriela Quintero – gitara akustyczna, ukulele, oud, darbuka Dodatkowi muzycy - Alex Skolnick – gościnnie gitara elektryczna - Ardeshir Farah – gościnnie gitara akustyczna - Jorge Strunz – gościnnie gitara akustyczna - Edgardo Pineda Sanchez – gościnnie fortepian |  | Inni - Brian Wilson – inżynieria dźwięku - Jeff Rose – inżynieria dźwięku - Martyn „Ginge” Ford – inżynieria dźwięku - Matt Hyde – inżynieria dźwięku, miksowanie - Fermin Vasquez Llera – inżynieria dźwięku - Robyn Robins – mastering - Colin Richardson – miksowanie - Lora Richardson – koordynacja miksowania - John Leckie – produkcja muzyczna (11) |

## Listy sprzedaży
| Lista                     | Kraj              | Pozycja |
| ------------------------- | ----------------- | ------- |
| Billboard 200             | Stany Zjednoczone | 34      |
| Billboard Folk Albums     | Stany Zjednoczone | 2       |
| Billboard Top Rock Albums | Stany Zjednoczone | 12      |
| Billboard World Albums    | Stany Zjednoczone | 1       |